# Maybe One Day
Maybe One Day è l'album d'esordio dei Not By Choice, pubblicato nel 2002.
Da questo album furono estratti due singoli: Standing All Alone e Now That Are You Leaving.

## Tracce
1. Maybe One Day
2. Standing All Alone
3. Now That You Are Leaving
4. Wish Upon A Star
5. Make My Day
6. This Is The End
7. Intoxicated
8. Miss You
9. The Way It Used To Be
10. Same As You
11. This Old Place

## Formazione
- Mike Bilcox – chitarra, voce
- Glenn "Chico" Dunning – chitarra, voce
- Liam Killeen – batteria